# Pedro Collar Noguera
Pedro Collar Noguera (* 9. September 1963 in Doctor Juan León Mallorquín, Departamento Alto Paraná) ist ein paraguayischer Geistlicher und römisch-katholischer Bischof von Ciudad del Este.

## Leben
Pedro Collar Noguera empfing am 7. Juni 1992 das Sakrament der Priesterweihe für die Territorialprälatur Alto Paraná.
Am 23. April 2016 ernannte ihn Papst Franziskus zum Titularbischof von Thamugadi und bestellte ihn zum Weihbischof in Ciudad del Este. Der Erzbischof von Asunción, Edmundo Ponziano Valenzuela Mellid SDB, spendete ihm am 28. Mai desselben Jahres die Bischofsweihe; Mitkonsekratoren waren der emeritierte Bischof von Encarnación, Ignacio Gogorza Izaguirre SCI. di Béth., und der Bischof von Ciudad del Este, Wilhelm Steckling OMI.
Am 16. Februar 2017 ernannte ihn Papst Franziskus zum Bischof von San Juan Bautista de las Misiones. Die Amtseinführung erfolgte am 26. März 2017.
Am 19. Dezember 2023 ernannte ihn Papst Franziskus zum Bischof von Ciudad del Este. Die Amtseinführung fand am 3. Februar des folgenden Jahres statt.